# Ałeksandar Prokopiew
Aleksandar Prokopiew – (mac. Александар Прокопиев), ur. 24 lutego 1953 w Skopju) – macedoński pisarz.
Uzyskał doktorat z komparatystyki oraz teorii literatury, pracuje w Instytucie Literatury Macedońskiej na Uniwersytecie Świętego Cyryla i Metodego w Skopju. Jest również znanym pisarzem, eseistą i byłym członkiem popularnego jugosłowiańskiego zespołu rockowego Idoli. W 2012 roku za swoją książkę „Mały człowiek: Opowieści z lewej kieszeni” (mac. „Човечулец: Bајки од левиот џеб”) otrzymał międzynarodową nagrodę literacką „Balkanika 2010”.

## Życiorys
Urodził się w roku 1953 w Skopju, będącym stolicą Socjalistycznej Republiki Macedonii, będącej częścią Socjalistycznej Federacyjnej Republiki Jugosławii. W 1977 roku ukończył studia na Wydziale Filologicznym Uniwersytetu w Belgradzie, studiował także na Sorbonie we Francji, zakończył studia podyplomowe w 1982 roku.
Pracował w wielu czasopismach krajowych i zagranicznych, na przykład jako członek kolegium redakcyjnego Orient Express (Oksford, Wielka Brytania) i World Haiku (Kioto, Japonia). Jest autorem scenariuszy do filmów, teatru, serialów telewizyjnych, słuchowisk radiowych i komiksów. Jego prace zostały przetłumaczone na angielski, francuski, włoski, japoński, rosyjski, polski, węgierski, czeski, słowacki i inne.
Był także aktywnie działającym muzykiem. Podczas studiów w Belgradzie grał w jugosłowiańskim zespole rockowym Idoli, będącym jednym z wybitniejszych przykładów tzw. jugosłowiańskiej nowej fali. W tym czasie napisał znaną piosenkę pt.: Rzadko cię widuję z dziewczętami, jednakże na samej płycie nie jest on opisany jako autor (autorstwo zostało przypisane Władimirowi Diwlanowi). W Macedonii Prokopiew był członkiem zespołu Usta na Usta, który działał w 1980 roku. Jego nagrania zostały wydane przez oddział muzyczny Macedońskiego Radia i Telewizji.

## Dzieła
- Młody mistrz gry (mac. Младиот мајстор на Играта), 1983
- ...albo... (mac. …или…), 1987
- Żeglując na południe (mac. Пловидба кон Југ), 1988
- Słowo o wężu (mac. Слово за змијата), 1992
- Ars amatoria, 1998
- Obraz koła (mac. Слика тркало), 1998
- Czy Kallimach był postmodernistą? (mac. Дали Калимах беше постмодернист?), 1994
- Bajka w podróży (mac. Патување на сказната), 1996
- Anty-instrukcje obsługi (mac. Антиупатства за лична употреба), 1996/2000
- Postmodernistyczny Babilon (mac. Постмодерен Вавилон), 2000
- Człowiek z czterema zegarkami (mac. Човекот со четири часовници), 2003
- Borges i komputer (mac. Борхес и компјутерот), 2005
- Podglądacz (mac. Ѕиркачот), 2007
- Mały człowiek: bajki z lewej kieszeni (mac. Човечулец: Bајки од левиот џеб), 2011